# Policarpa Salavarrieta

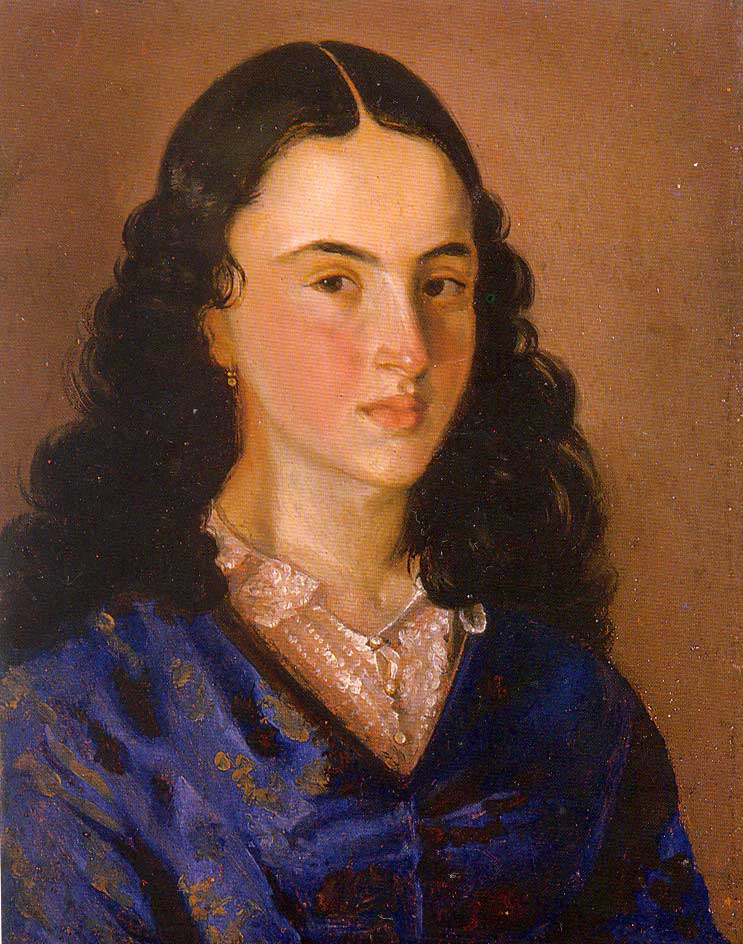
Policarpa Salabarrieta

Policarpa Salavarrieta Ríos, född 1795, död 1817, känd som "La Pola", var en colombiansk sömmerska och frihetshjälte. Hon blev berömd för sitt arbete som spion och kurir för rebellerna under frihetskriget mot spanjorerna i Nya Granada i nuvarande Colombia. Hon avrättades av spanjorerna och kom att bli en nationalhjälte i det självständiga Colombia. 
La Pola har vid flera tillfällen avbildats på sedlar och frimärken i Colombia. En dag för Colombias kvinnor har också instiftats till hennes minne.